# Эвдамид II
Эвдамид II (умер в 244 до н. э.) — царь Спарты в 275—244 годах до н. э. из династии Еврипонтидов. Сын Архидама IV и неизвестной по имени женщины, внук Эвдамида I. В браке с Агесистратой был отцом Агиса IV и Архидама V.

## Биография
Эвдамид II вступил на престол после смерти отца в 275 году до н. э. О его правлении почти ничего не известно. В списке спартанских царей, находящемся в сочинении Павсания «Описание Эллады», он не упомянут, так как автор считал этого правителя одним лицом с его дедом Эвдамидом I. В составленных Плутархом списках царей Спарты Эвдамид II также отсутствует.
Вместе с Эвдамидом II спартанскими царями из рода Агиадов были Арей I, Акротат II, Арей II и Леонид II. В то время продолжался упадок Лакедемона, связанный с участием спартанцев в войне с Пирром и в Хремонидовой войне. Последнее достоверное событие, связанное с этим спартанским царём, может датироваться 263 годом до н. э.. Некоторые авторы считают, что Эвдамид II правил около пятидесяти лет, относя начало его правления приблизительно к 294 году до н. э.. Скорее всего, Эвдамид II скончался в 244 году до н. э. и ему наследовал его сын Агис IV.